# PlayStation CLUB
PlayStation CLUB（プレイステーション・クラブ）は、かつてソニー・コンピュータエンタテインメント（SCE）が主催していたPlayStation及びPlayStation 2ユーザー向けの公式有料会員サービス（ファンクラブ）。もしくは、その公式Webページ名。

## 概要と沿革
第一期 （サービス発足）
PlayStation（以下、PS）ファン向けの有償会員サービスとして1995年に発足。年会費は5,800円。
会員には、特典としてPS専用CD-ROMマガジン『プレプレ』（1999年10月より『プレプレPLUS』）が年4回、1998年より6回発行された。そのほか、体験版プレゼント、「PlayStation E.X.P.O.」（当時、開催されていたPSソフトの大規模の展示会）への優先入場権、独自開催イベントへの参加権などが与えられた。
第一期PlayStation CLUBは、2000年12月発行の『プレプレPLUS 007』を最後に一旦サービスを休止し、PS2向け会員サービスへの移行準備期間に入った。
第二期 （PS2ユーザー向け会員サービスへ移行）
2001年4月、新たな会員カードを発行し、「PlayStation CLUB」の名称はそのままに、PS2ユーザー向けの会員サービスとして活動を再開した。
会員専用Webページ「プレイステーションクラブWEB」を開設し、「会員特派員」制度などWEB上での新しい試みもなされた。
特典のCD-ROMマガジンは、PS2専用DVD-ROMによる『プレプレ2』へ変更となったが、発行回数は以前より減少し年3回となった。WEB上サービスの開始は物量面でのボリュームダウンも感じさせ、総合的なサービスは第一期よりも縮小傾向にあった。
解散まで
『プレプレ2』は、2004年12月発行の「プレプレ2 VOLUME 12」をもって最終号を迎え、同時にPlayStation CLUBの有償サービス自体も終了となった。2005年以降、クラブのサイトは無償の公式ゲーム情報サイト「playstation-club.com」として運営されていたが、同年の春頃を目処にPlayStationオフィシャルサイト「playstation.com」へ吸収統合される様な形で独自の活動を停止、実質上の解散となった。

## 主な特典

### プレプレ
PlayStation CLUBの特典であるCD-ROMマガジン。後述の『創刊準備号』を含めると、「Vol.0」から「19」までの全20巻が存在する。正式創刊号「Vol.1」は1995年11月、最終号「Vol.19」は1999年8月に発行された。当初は年4回（季刊）発行であったが、1998年2月の「プレプレ Vol.10」より年6回(隔月)発行となった。開発はGTV。「Vol.19」発行後、『プレプレ』はイメージを刷新し『プレプレPLUS』となった。
毎号「体験版」「最新ムービー」「セーブデータダウンロード」「独自企画及びお知らせ」の4コーナーで構成され、各コーナー名は時期ごとに変化がある。画面左下には「ナビゲーター」となるキャラクターが表示されており、メニュー上で「△ボタン」を押すと、そのキャラクターからふきだしが現れ、選択中コンテンツの紹介・説明・解説等をボイス付きで行ってくれた。こうした「プレプレ」の基本構成は、デザインの違いこそあるが、PS発売初期から稼働中であった店頭専用試遊ソフト『DEMO DEMO プレイステーション』（『プレプレ』同様GTV開発）からの発展系となっている。
『プレプレ』は「Vol.5」より「本編（DISC1）」と「DISC2」の2枚組になることが多くなった。「DISC2」は本編ディスクの延長上にあるものもあれば、PS関連のCM映像を一挙に収録した「CMコレクション」、ソフト紹介ムービーの閲覧やタイトル検索などが可能な「ゲームカタログ」といった独自企画ソフト、単一タイトルによる体験版などもあった。また『創刊準備号』の時点から収録されていたデジタルコミックは、後にその表現形式を発展させ「プレイステーションコミックシリーズ」へと派生している。

#### プレプレ・プレイステーション 創刊準備号
クラブ正式発足の数ヶ月前、クラブ概要と特典の『プレプレ』紹介を目的とした『創刊準備号』が製作された。「プレプレ PlayStation Vol.0」と「DEMO DEMO プレイステーション SPECIAL」の2枚組となっており、雑誌告知などを通して希望者に郵送配布された。
「プレプレ PlayStation Vol.0」
「Vol.0」の段階では『プレプレ PlayStation』が正規タイトルであったが、正式創刊時には『プレプレ』に改められた。メニュー画面構成や操作形態など、基本的な部分は正式創刊後の『プレプレ （Vol.1-6）』とほぼ同じ。ただし「Original Station」の項目のみ未収録である。
なお「Vol.0」は正式に発行された全PS用ソフトのなかで唯一の8cmCD-ROMソフトとなっている。これは『プレプレ』を初期発表段階で「8cmCD-ROMメディアによるCD-ROMマガジン」とアナウンスしていたためだが、その後12cmCD-ROM採用へと変更になった。
「DEMO DEMO プレイステーション SPECIAL」
『DEMO DEMO プレイステーション』の特別編。店頭版の内容をベースに、『プレプレ』と『デモデモ』の存在をPRするデジタルマンガ、PSコントローラーを自機とするオリジナル奥スクロール・シューティング『コントローラーくんの旅』なども併せて楽しめた。
『コントローラーくんの旅』は『デモデモ』プレイヤーからキャラクターを募り、それをゲームに反映して完成度を高めていくというプレイヤー参加型のゲーム開発企画だった。しかしこれ以降再び日の目をみることはなく、未完に終わっている。募集されていたキャラクターの内「優秀作品」は、その後「プレプレ Vol.2」ならびに「デモデモVol.17」にてポリゴンモデル化され、モデルビューワで見ることができた。これらは更に後、「プレプレ Vol5」「6」に収録の『プレプレオリジナルアドベンチャーゲーム』用の敵キャラとして再登用されている。

#### プレプレ （Vol.1-10）
「Vol.0-10」までのメインキャラクター（ナビゲーター）は、PSソフト『ジャンピングフラッシュ!』シリーズの登場キャラクターである「ムームー星人」が務めていた。同作品からは、他に「アロハ男爵」やザコキャラ「キウイ」などがCDジャケットに登場している（キャラクターについては「ジャンピングフラッシュ!」の項を参照）。
コーナーメニューのデザインは、「Vol.5」までが『ジャンピングフラッシュ!』のステージセレクト画面を模したもので、「Vol.6」以降は都会のアミューズメントパークをモチーフとした独自デザインへ一新されている。このリニューアルに合わせ、「Demo Play Room」が「Demo Play Land」へ、「MUMU Times」が「THEATER MuuMuu」へとコーナー名変更となった。
| Vol. | 発行年月   | 出来事 |
| ---- | ---------- | --- |
| 1    | 1995年11月 | 正式創刊 |
| 5    | 1996年12月 | 『創刊準備号』以来、初の2枚組化。 DISC2は、「Special CD-ROM PlayStation CM Collection」（PS関連のCM映像集） |
| 6    | 1997年3月  | メニュー画面及びBGMが一新。これに伴い、一部コーナー名が変更となる。 |
| 7    | 1997年6月  | 起動時にその号の見所をまとめたムービー「プレプレダイジェスト」が再生される様になる。 |
| 8    | 1997年9月  | 1998年2月以降の隔月発行化が「ダイジェスト」内で発表される。 |
| 9    | 1997年11月 | DISC2は、1994年12月3日から1997年9月25日まで発売されたソフトの製品カタログ「CD-ROM official catalog」。 |
| 10   | 1998年2月  | 表紙カバーにVol.1から10までの表紙カバーが掲載。 「男爵さまが呼んでるから、もうムームー星に帰るムー。」ということで、ムームー星人がメインキャラクター（ナビゲーター）役から降板。 DISC 2は、ゲームソフトCM映像集「CM Collection III」（全56タイトル収録）。 |

主要4コーナー
- 「Demo Play Room」→「Demo Play Land」

体験版
- 「MUMU Times」→「THEATER MuuMuu」

最新ゲームムービー
- 「Memory Bank」

特別なセーブデータのダウンロード
- 「Original Station」

特集コンテンツ、独自企画（インタビュー映像、デジタルマンガ、オリジナルゲーム、一定ジャンルの体験版、ムービーなど）、お知らせ（更新手続きの告知、転居時の住所変更届けの出し方など）
収録コンテンツの傾向
体験版は、PS自体の売上が好調だったこともあり、毎回平均して8-12タイトルが収録され、その数は次第に増ていく傾向にあった。「Original Station」内の独自コンテンツは、初期から中期までが最も充実しており、クリエイターインタビュー、描き下ろしデジタルマンガを中心に、レアムービーやポリゴンモデルビューワーなどといった変わりダネも収録された。他、「ネットやろうぜ!優秀作品集」、「プレプレオリジナルアドベンチャーゲーム」（未完）など。

#### プレプレ （Vol.11-19）
ムームー星人に代わり、4匹の「プレプレオリジナルキャラクター」がクラブの新メインキャラクターとなった。それぞれ異なった動物を掛け合わせデフォルメした様な風体をしており、初登場時は簡単な設定のみが公開され、名前は会報誌「 プレプレ王国 2号」にて会員から公募された。その後「プレプレ王国 3号」で各々「フライビー」「ピョンバット」「ピカタン」「バネリーニョ」という名前に決定した。
メインキャラクター交代に即して、メニュー画面のグラフィックやBGMにおけるムームー星人絡みの部分が新キャラクターのものと差し替わった。同時に「THEATER MuuMuu」が「プレプレTHEATER」へ名称変更。ただしどちらも根本的なデザイン変更ではなく、あくまでマイナーチェンジに留まっている。ナビゲーターはコーナーごとに4匹の内一匹が表示される様になったが、キャラクター自身は一切喋らなかった。「△ボタン」によるナビゲートは、いずれの場合もキャラクターと一緒に表示されたスピーカーから、女性ナレーターによる“案内放送”が流れる、という体裁で行われた。
| Vol. | 発行年月   | 出来事                                                                                                   |
| ---- | ---------- | --- |
| 11   | 1998年4月  | 新キャラクター登場。メニューデザインやBGMの一部と、ムービーコーナーが名称変更「プレプレTHEATER」となる。 |
| 12   | 1998年6月  | プレプレディスク1枚。                                                                                    |
| 13   | 1998年8月  | DISC2に、やるドラの体験版。                                                                              |
| 14   | 1998年10月 | DISC2に、レガイア伝説の体験版。                                                                          |
| 15   | 1998年12月 | プレプレディスク2枚組。                                                                                  |
| 16   | 1999年2月  | DISC2に、1998年1-12月のCM映像集「CM Collection IV」。                                                    |
| 17   | 1999年4月  | DISC2に、OMEGA BOOSTの体験版。                                                                           |
| 18   | 1999年6月  | DISC2に、「What's Next?」（後述）。                                                                      |
| 19   | 1999年8月  | 『プレプレ』最終巻。DISC2に、「What's Next?」。 リニューアルし『プレプレPLUS』へ。                       |

主要4コーナー
※ムービーコーナーの名称が「プレプレTHEATER」に変更された他は、中期から変化なし。
収録コンテンツの傾向
中期からの勢いを引き継いで、体験版・企画共に充実し、クラブとしても活動期のピークであったといえる。一方、隔月化などの影響からか次第に息切れを起こし始めた時期でもある。傾向としては、ディスク内の会員参加型企画は次第に減少し、より純粋にゲーム寄りの内容へと変化していった。後期の「Original Station」では、PocketStation向けのアプリケーションデータや、パズルゲームのスーパープレイデモ（ムービー形式ではなく、デモソフトによるリプレイ）などが収録された。「HYPERプレイステーションRe-mix」、「電撃PlayStation D」、「テックプレイステーション」（『ファミ通Wave』）といった、“体験版CD-ROM付きPS専門誌”の過渡期ということもあり、ある程度の水準は保ちつつも、内容的には頭打ちの状態にあった。
ムービーディスク「What's Next?」
PS2の発売が発表されてからは、数回に渡って「What's Next?」と冠されたムービ再生専用ディスクがDISC2に付属する様になった。これは複数チャプターに渡るムービーのみが収録されており、一通り再生すると最初に戻ってループするというビデオCD的な性格のディスクである。あくまでPSソフトなので、早送りやチャプター巻き戻しといった機能は付いていない（ムービーをキャンセルすることでチャプターをスキップすることは可能）。メニュー画面もなかった。ゲーム業界イベントの様子や、当時発売前のPS2関連情報などを主に扱っていた。PS2の画面を収録した部分のみ、縮小高画質モード(ムービーを縮小表示させることで、通常よりも高レートかつシャープな映像を再生可能にするモード)で再生された。

### プレプレPLUS
「PlayStation CLUBのサービス見直し」というアナウンスと共に、『プレプレ』のリニューアルが図られ、ナンバリングもリセットし『プレプレPLUS』となった。1999年10月発行の「プレプレPLUS 001」から2000年12月の「プレプレPLUS 007」まで、約一年に渡り全7巻が発行された。
『プレプレ』にあった「ダイジェスト」や「ナビゲーター」等を廃止し、シンプルな構成へ全面変更となる。通常のメニュー画面を介さず直接各項目にアクセス可能なコンテンツ一覧「index」がタイトル画面に追加された。良くも悪くもスリム化が施された反動で、旧『プレプレ』時代の個性は非常に薄まったといえる。2000年初頭に「電撃プレイステーションD」を除く“体験版CD-ROM付きPS専門誌”がPS2体制への移行のため相次いで廃刊し、その流れを追う様にして『プレプレPLUS』も最終号を迎えた。
| Vol. | 発行年月   | 出来事                                   |
| ---- | ---------- | ---------------------------------------- |
| 001  | 1999年10月 | DISC2に、「What's Next? 1999.october」。 |
| 002  | 1999年12月 | DISC2に、「What's Next? 1999.decmber」。 |
| 003  | 2000年2月  | DISCは、1枚。                            |
| 004  | 2000年4月  | DISC2に、PS2専用ディスク。               |

主要4コーナー
- 「new game line up」

体験版（demo play）とムービー（movie）。
- 「close up」

特集記事。具体的内容は毎回まちまちであるが、主に体験版、ムービー、インタビュー、資料集など。
- 「cm collection」

PS関連のCM映像集（巻により未収録の場合あり）。
- 「p-press」

セーブデータダウンロード、イベントレポート、お知らせなど
※タイトル画面の「index」では上記コンテンツに収録されたサブメニュー一覧が表示され、ダイレクトに選択することができた。
収録コンテンツの傾向
収録内容そのものは『プレプレ』後期とさほど変わっていない。しかし“本編ディスク1枚”が基本となり、収録体験版も平均3タイトル前後とボリューム的に寂しいものとなった。なお「プレプレPLUS 001」「002」「004」は2枚組構成となっており、「001」「002」のDISC2は前述したムービー再生ディスク「What's Next?」である。「004」の時点でPS2が発売され、同号のDISC2にはPS2タイトルの体験版やムービーが収録された反面、DISC1（PS用CD-ROMによる本編ディスク）は映像コンテンツのみの収録となり、トータルボリュームではあまり変化はなかった。

### プレプレ2
PlayStation CLUBの第二期サービスが開始され、『プレプレ』はPS2用DVD-ROMによる『プレプレ2』となった。サービス本格開始前の2001年2月には、旧会員などへ向け「プレプレ2 VOLUME 0 準備号」（メニュー構成など正式創刊号とは別物で、プレイアブルな体験版は収録されていなかった）が発行され、続く2001年4月に正式創刊号「VOLUME 1」が発行となった。以降年3回（4ヶ月に一度）の刊行ペースが続き、2004年12月の「プレプレ2 VOLUME 12」で最終号となった。『準備号』を含め全13巻。「VOLUME 1」から「9」までは、ソフトカタログ冊子『 プレイステーションINDEX 』が併せて発送された。
メニューデザインは『プレプレPLUS』のイメージを若干引き継ぎ、デザイン重視のものとなっているが、ポップな感じに仕上がっている。毎号コンセプトカラーが定められており、パッケージやメニュー画面など『プレプレ2』全体のビジュアルに大きく反映されていた。メニューデザインやレイアウト等は定期的に変更されたが、トータルで見れば一貫したスタイルを保っている。後期はタイトル画面がそのままコーナーメニューになっているというデザインだった。
主要コーナー
- 「Close Up」・「Special」

特集記事（インタビュー、イベントレポートなど映像コンテンツの場合が多かった。後期は「PSP」や「EyeToy」など新規デバイス特集も増えた）
- 「Demo Play」

体験版
- 「Demo Movie」

最新ゲームムービー
- 「Memory Bank」

セーブデータダウンロード
- 「CM Collection」

PS関連のCM映像集
- 「Information」・「Info」

事務局からのお知らせや「CERO」レーティングに関してなど
収録コンテンツの傾向
体験版の平均収録数は5-10タイトル前後。独自コンテンツはゲームクリエイターへのインタビュー、イベントの模様を収めたムービー、「CMコレクション」など。まれにDISC2として単一タイトルの体験版、「CMコレクション（単独版）」、「DVD-ROM版 プレイステーションINDEX」などが付属した。『プレプレ』本編内には会員参加型の企画なく、それらはクラブ第二期開始時に開設された専用Webページに移行する形となった。
クラブ第一期終盤における一巻当たりのボリュームの薄さは改善されたと言えるが、年間発行数が3回に減少したため総合的なボリュームで大きな変化はない。同時期には“PS2体験版DVD-ROM付き月刊誌”「電撃PS2」が存在し、発行回数の違いもあって、単純に体験版や最新情報目当てならば『電撃』側に分があった。それゆえ当時の『プレプレ2』を単体で評価した場合、さほど重要な存在であったとは言い難く、体験版を中心としたプレイアブルな“目玉”よりも、「CMコレクション」を始めとするSCE直系サービスならではの映像コンテンツにどれだけ価値を見出せるかが評価の分かれ目となった。

### その他の体験版など
『プレプレ』のDISC2に付属するものとはまた別に、単一タイトルの体験版が不定期に会員元へ発送されることがあった。基本的に、SCE発新規タイトル・プロモーションの性格が強く、体験版自体はクラブ特典以外にも、店頭やゲームイベントでの無償配布を通して入手できる様なものが多かった。PS2発売直後、一度だけゲームショーで配布されたPS2タイトルの体験版が複数枚まとめて発送された。

### 冊子・紙媒体
会員特典として、冊子・チラシなどの紙媒体が発行されることもあった。不定期に送られてくるものには、量販店の店頭でも手に入るありふれたものが多かったか、少数ながらPlayStation CLUBの独自刊行物として定期発行されたものも存在する。
PlayStation CLUB NEW RELEASE CATALOG 1997
音楽CD歌詞カードサイズのペラ冊子。「Vol.1」から「4」まで計4冊ある。ページ数は10-15ページ程度で、内容は一般的な無料販促物と同規模のゲームカタログ。「Vol.1」では1997年3月発売のPSタイトルが紹介されており、以下「Vol.2」は4月、「Vol.3」は5月、「Vol.4」は6月発売ソフトの紹介となっている。巻末には、引越し時の登録住所変更手続きを促すお知らせやクラブ事務局への連絡先などが記載。
「プレプレ Vol.6」から「プレプレ Vo.7」発行前後にほぼ月イチで発行(冊子単体での郵送)されたが、早い段階から発送タイミングにズレが生じており、実際会員の手元に届く頃には情報としていささか時期外れなものとなってしまっていた。
プレプレ王国
「プレプレ Vol.9」から創刊された会報誌。以降『プレプレ』奇数号発行毎に一緒に発行され、『プレプレPLUS』へリニューアルするまで続いた。最終号は「プレプレ Vol.19」との同発「プレプレ王国 6号」。大判の一枚厚紙がB6サイズ程度にまで折りたたまれており、その表裏に各記事が印刷されている。用紙サイズや折りたたみ方は毎回微妙に違う。
同発の『プレプレ』における見所紹介のほか、感想・イラスト投稿コーナー、渡辺浩弐選による分岐型投稿リレー小説『リレイヤー』等、CD-ROMメディアとはまた違った自由度のある会員参加型企画が連載された。終了に即しては、継続的な連載企画は半ば打ち切りの様な形で尻切れに終わってしまった。
尚、『リレイヤー』は未完ながらサウンドノベルにデジタルコミック要素を足した未完のオリジナルゲームとして、「プレプレ Vol.18」に収録されている（『プレプレ王国 5号』の内容までを反映）。
プレイステーションINDEX
「プレプレ2 VOLUME 1-9」に同梱されていた。DVDトールケースとほぼ同じサイズで、100～150ページ程度のゲーム・周辺機器のカタログ。クリエイターインタビュー記事や巻末に索引がついているなど、無料配布の販促冊子よりも多少上等な作りとなっている。表紙の色は毎号対応する『プレプレ2』のメインカラーと共通していた。巻頭に話題の最新ゲームの紹介、特集記事が載っており、その他のタイトルも初期から近日発売のものまで一通り網羅されている。「プレプレ2 VOLUME 10」から冊子内容が専用Webサイト「プレイステーションクラブWEB」へ移行することとなり、これ以降冊子形式で発行されることはなくなった。
「プレプレ2 VOLUME 4」では、2001年3月時点までのPS2タイトル情報が収録された「プレイステーションINDEX 〈DVD-ROM版〉」がDISC2として付属している。